# Faculté de sciences politiques de l'université de Belgrade
Pour les articles homonymes, voir FPN.
La faculté de sciences politiques de l'université de Belgrade (en serbe cyrillique : Факултет политичких наука Универзитета у Београду ; en serbe latin : Fakultet političkih nauka Univerziteta u Beogradu ou FPN) est l'une des 31 facultés de l'université de Belgrade, la capitale de la Serbie ; son origine remonte à 1960 mais elle a été fondée sous sa forme actuelle en 1968. En 2013, son doyen est le professeur Dragan R. Simić.

## Organisation
La faculté compte 4 départements :
- Département de science politique[5] ;
- Département des relations internationales[6] ;
- Département du journalisme et de la communication[7] ;
- Département de la politique sociale et du travail social[8].

En plus de ces départements, la faculté compte 10 centres de recherches :
- Centre pour la démocratie[9] ;
- Centre pour les médias et la recherche sur les médias[10] ;
- Centre pour le droit international humanitaire et les organisations internationales[11] ;
- Centre d'études sur les États-Unis[12] ;
- Centre pour l'étude de la condition féminine et de la politique ;
- Centre d'études sur l'Asie et l'Extrême-Orient[13] ;
- Centre d'études sur la paix[14] ;
- Centre de recherche en politique sociale et en travail social[15] ;
- Centre de politique environnementale et de développement durable (CEPOR)[16] ;
- Centre pour l'administration publique, les collectivités locales et les politiques publiques[17].

## Organisation étudiantes
La faculté compte 10 organisations étudiantes :
- DK - Debatni klub Fakulteta političkih nauka (« Club de débat de la Faculté de sciences poliqiues »)[19] ;
- ESF - Evropski studentski forum (« Forum européen des étudiants ») ;
- TIM - Timska inicijativa mladih (« Équipe d'initiative de la jeunesse »)[20] ;
- SPF - Srpski politički forum (« Forum politique serbe »)[21] ;
- UN - Klub za Ujedinjene nacije (« Club des Nations unies ») ;
- DF - Diplomatski forum Fakulteta političkih nauka (« Forum diplomatique de la Faculté de sciences politiques ») ;
- USSR - Unija studenata socijalnog rada (« Union étudiante du travail social ») ;
- PLUS - Laokratsko udruženje studenata ;
- APEM - Akcija za političku emancipaciju mladih (« Action politique pour l'émancipation de la jeunesse »)[22] ;
- Studentski klub ljubitelja pozorišta (« Club des étudiants amateurs de théâtre »).